# Australothyris
Australothyris is een geslacht van uitgestorven basale procolophonomorfe parareptielen bekend van de Tapinocephalus Assemblage Zone uit het Midden-Perm (Midden-Capitanien) van Zuid-Afrika. Het type en de enige bekende soort is Australothyris smithi. Als het meest basale lid van Procolophonomorpha hielp Australothyris de oorsprong van deze belangrijke parareptielensubgroep in een context te plaatsen. Het is gebruikt om de hypothesen te ondersteunen dat procolophonomorfen afkomstig zijn uit Gondwana en van oudsher slaapvensters bezitten, vanwege het grote en volledig omsloten slaapvenster en de herkomst uit Zuid-Afrika. Het bezat ook verschillende unieke kenmerken, waaronder een hoog aantal tanden, lange postfrontalia, kleine interpterygoide holte en een gespecialiseerde interactie tussen de stijgbeugel en het quadratum.

## Ontdekking
Australothyris is bekend van een enkel exemplaar dat in 1995 door Robert Smith op de Beukesplaas-boerderij werd ontdekt. De fossielenlocatie op de Beukesplaas-boerderij bevat een diverse fauna van parareptielen en synapsiden die zich bevinden in de Tapinocephalus Assemblage Zone uit het Midden-Perm van de bovenste Abrahamskraal-formatie. Dit exemplaar, SAM-PK-K8302, omvatte het grootste deel van een schedel en delen van de rest van het skelet, dat grotendeels was weggeërodeerd voordat het werd ontdekt. Het werd aanvankelijk aan Owenetta toegewezen op basis van de vele tanden en lange postfrontalia, totdat een nieuw onderzoek een slaapvenster onthulde, dat afwezig was bij owenettiden. In de nasleep van dit onderzoek werd het exemplaar erkend als een nieuw taxon, dat in 2009 door Sean P. Modesto, Diane M. Scott en Robert R. Reisz als Australohyris smithi werd benoemd. De geslachtsnaam betekent 'zuidelijke opening' in erkenning dat het de hypothese ondersteunt dat parareptielen hun oorsprong vonden in Gondwana en een fase van evolutie doormaakten waarin ze een slaapvenster bezaten, een opening in de schedel achter de ogen. De specifieke naam eert Robert Smith.

## Beschrijving
Delen van de snuit en de bovenste schedel zijn verweerd, maar veel opvallende kenmerken zijn bewaard gebleven. De bovenkaak bevat eenendertig tanden, een ongewoon hoog aantal dat bij parareptielen alleen wordt overtroffen door Microleter en Lanthanosuchus. De tanden zijn klein, slank en conisch en behouden ongeveer dezelfde grootte en vorm, behalve een subtiele afname in grootte naar de achterkant van de bovenkaak. Het prefrontale is eenvoudig, met een kleine steun voor de oogkassen en heeft een andere vorm dan dat van procolophoniden. Hoewel het voorhoofdsbeen contact maakt met de bovenrand van de oogkas zoals bij andere Amniota, mist het de duidelijke onderkam die wordt waargenomen bij lanthanosuchiden. Een duidelijk lateraal onderste slaapvenster is aanwezig achter de oogkas, volledig omringd door het jukbeen, quadratojugale, postorbitale en squamosum. Andere parareptielen met laterale onderste slaapvensters (afgezien van lanthanosuchiden) sluiten typisch het postorbitale van de rand uit door contact tussen het jukbeen en squamosum, of hebben een open onderrand als gevolg van een verlies van contact tussen het jukbeen en quadratojugale. Het postfrontale is uniek langwerpig, omdat de achterste tak contact maakt met het doosvormige supratemporale bot en het postorbitale van het wandbeen scheidt. Het foramen pineale is groot, vergelijkbaar in grootte met dat van procolophoniden en bolosauriden. De quadrata zijn enorm, vrij breed maar ook niet erg hoog zoals bij Acleistorhinus. Een geringe versiering is aanwezig op verschillende botten, waaronder brede groeven (op de neus), ondiepe putten (op het jukbeen), clusters van knoppen en groeven (op het postorbitale) en lage bulten (op de squamosa).
De ploegschaarbeenderen hebben een reeks richels, de grootste aan de rand van de choanae. Er zijn ook tanden in kleine rijen of solitaire posities op de ploegschaarbeenderen. De verhemeltebeenderen zijn karakteristiek groot, met verschillende lage ruggen bedekt met kleine tanden. De pterygoïden waren bijzonder breed, dankzij uitgebreid contact met elkaar langs de middenlijn van het verhemelte. Als gevolg hiervan is de interpterygoïde holte (opening tussen de pterygoïden) kort, beperkt tot een driehoekige opening voor de parabasisphenoïde. Tandrijen komen voor langs de binnenrand van de pterygoïden, aan de hoofdonderzijde van de botten en bij de transversale richels aan hun achterkant. De takken van de pterygoïden die naar de quadrata leiden, zijn door een duidelijke inkeping ten opzichte van de transversale richels verschoven. Over het algemeen lijkt het verhemelte het meest op dat van Lanthanosuchus. Uniek is dat Australothyris zelfs zones met tanden heeft op de basipterygoïde uitsteeksels van het parabasisfenoïde.
De rest van de hersenpan was vrij standaard. Het basioccipitale was breed, met slecht ontwikkelde tubera en niervormige achterhoofdsknobbel, en de exoccipitalia ontmoeten elkaar niet op de middenlijn van het foramen magnum. Het supraoccipitale was ook breed en versmolten met de opisthotica in het onderste gedeelte, terwijl het bovenste gedeelte van het bot werd overlapt door de kleine postparietalia en tabulaire botten van het schedeldak. De opisthotica waren het dikst aan de basis en over het algemeen vergelijkbaar met die van Milleretta. Ze waren elk verbonden met een dikke maar complexe stijgbeugel die een opvallende voetplaat, foramen stapediale en een dorsaal uitsteeksel bezat. Een knop aan de buitenrand van de stijgbeugel is waarschijnlijk verbonden met een kenmerkende uitloper op het quadratum. Wat er van de onderkaak te zien is, geeft aan dat deze voornamelijk werd gevormd door het dentaroium in de voorste helft en de lage, langwerpige surangulare en angulare in de achterste helft. Het coronoïdeum had een lage piek en het hoge articulare had een kleine retro-articulair uitsteeksel. Er was slechts één tand zichtbaar en deze was vergelijkbaar met die van de bovenkaak, zij het kleiner.
Het in verband liggende postcraniale skelet is zo verweerd dat alleen delen van de halswervels en de interclavicula in goede staat verkeren om te beschrijven. De halswervels hadden lichte groeven op hun buitenoppervlak, robuuste wervelbogen en lage doornuitstekels, waarbij die van de draaier over zijn voorganger, de atlas, hing. De interclavicula is ankervormig (zoals bij ankyramorfe of ankervormige parareptielen), maar in tegenstelling tot ankyramorfen is het midden van de interclavicula dikker dan de voorkant. Over het algemeen zijn de postcrania passend met dat wat bekend is voor Milleretta.

## Fylogenie
De oorspronkelijke beschrijvers van Australothyris gebruikten een fylogenetische analyse ontworpen door Muller & Tsuji (2007) om de verwantschappen met andere parareptielen te onderzoeken. Uit de analyse bleek dat het een optimale positie had als een relatief basaal parareptiel, met name het zustertaxon van Ankyramorpha (de groep met lanthanosuchiden en meer afgeleide parareptielen). Dit was niettemin meer afgeleid dan mesosauriërs en millerettiden, en de auteurs van het artikel gaven de naam Procolophonomorpha aan parareptielen die meer afgeleid waren dan millerettiden. Australothyris werd teruggevonden als de meest basale tak van Procolophonomorpha, wat suggereert dat de groep als geheel gelijktijdig is ontstaan met de evolutie van een groot, volledig omsloten slaapvenster in parareptielen. De daaropvolgende ontdekking van Microleter, die een ongeveer gelijkwaardige fylogenetische positie en een veel beperktere temporale emarginatie had, doet twijfels rijzen over deze hypothese voor de oorsprong van slaapvensters. Van bepaalde millerettiden is ook waargenomen dat ze slaapvensters bezitten. De positie van Australothyris ondersteunt ook een andere hypothese die stelt dat procolophonomorfen evolueerden in Gondwana (zuidelijke Pangea) voordat ze zich verspreidden naar en diversifieerden in meer noordelijke regio's, hoewel Microleter, bekend uit Oklahoma, deze hypothese laat betwijfelen.
Cladogram naar Modesto, Scott & Reisz (2009).
|  | Bolosauridae                                                     |
|  |                                                                  |
|  | \| \| Nyctiphruretus \| \| \| \| \| \| Procolophonia \| \| \| \| |
|  |                                                                  |
|  | Nyctiphruretus                                                   |
|  |                                                                  |
|  | Procolophonia                                                    |
|  |                                                                  |

|  | Nyctiphruretus |
|  |                |
|  | Procolophonia  |
|  |                |

|  | Bolosauridae                                                     |
|  |                                                                  |
|  | \| \| Nyctiphruretus \| \| \| \| \| \| Procolophonia \| \| \| \| |
|  |                                                                  |
|  | Nyctiphruretus                                                   |
|  |                                                                  |
|  | Procolophonia                                                    |
|  |                                                                  |

|  | Nyctiphruretus |
|  |                |
|  | Procolophonia  |
|  |                |

|  | Bolosauridae                                                     |
|  |                                                                  |
|  | \| \| Nyctiphruretus \| \| \| \| \| \| Procolophonia \| \| \| \| |
|  |                                                                  |
|  | Nyctiphruretus                                                   |
|  |                                                                  |
|  | Procolophonia                                                    |
|  |                                                                  |

|  | Nyctiphruretus |
|  |                |
|  | Procolophonia  |
|  |                |

|  | Bolosauridae                                                     |
|  |                                                                  |
|  | \| \| Nyctiphruretus \| \| \| \| \| \| Procolophonia \| \| \| \| |
|  |                                                                  |
|  | Nyctiphruretus                                                   |
|  |                                                                  |
|  | Procolophonia                                                    |
|  |                                                                  |

|  | Nyctiphruretus |
|  |                |
|  | Procolophonia  |
|  |                |

|  | Bolosauridae                                                     |
|  |                                                                  |
|  | \| \| Nyctiphruretus \| \| \| \| \| \| Procolophonia \| \| \| \| |
|  |                                                                  |
|  | Nyctiphruretus                                                   |
|  |                                                                  |
|  | Procolophonia                                                    |
|  |                                                                  |

|  | Nyctiphruretus |
|  |                |
|  | Procolophonia  |
|  |                |

|  | Bolosauridae                                                     |
|  |                                                                  |
|  | \| \| Nyctiphruretus \| \| \| \| \| \| Procolophonia \| \| \| \| |
|  |                                                                  |
|  | Nyctiphruretus                                                   |
|  |                                                                  |
|  | Procolophonia                                                    |
|  |                                                                  |

|  | Nyctiphruretus |
|  |                |
|  | Procolophonia  |
|  |                |

|  | Bolosauridae                                                     |
|  |                                                                  |
|  | \| \| Nyctiphruretus \| \| \| \| \| \| Procolophonia \| \| \| \| |
|  |                                                                  |
|  | Nyctiphruretus                                                   |
|  |                                                                  |
|  | Procolophonia                                                    |
|  |                                                                  |

|  | Nyctiphruretus |
|  |                |
|  | Procolophonia  |
|  |                |

|  | Bolosauridae                                                     |
|  |                                                                  |
|  | \| \| Nyctiphruretus \| \| \| \| \| \| Procolophonia \| \| \| \| |
|  |                                                                  |
|  | Nyctiphruretus                                                   |
|  |                                                                  |
|  | Procolophonia                                                    |
|  |                                                                  |

|  | Nyctiphruretus |
|  |                |
|  | Procolophonia  |
|  |                |

|  | Bolosauridae                                                     |
|  |                                                                  |
|  | \| \| Nyctiphruretus \| \| \| \| \| \| Procolophonia \| \| \| \| |
|  |                                                                  |
|  | Nyctiphruretus                                                   |
|  |                                                                  |
|  | Procolophonia                                                    |
|  |                                                                  |

|  | Nyctiphruretus |
|  |                |
|  | Procolophonia  |
|  |                |

|  | Bolosauridae                                                     |
|  |                                                                  |
|  | \| \| Nyctiphruretus \| \| \| \| \| \| Procolophonia \| \| \| \| |
|  |                                                                  |
|  | Nyctiphruretus                                                   |
|  |                                                                  |
|  | Procolophonia                                                    |
|  |                                                                  |

|  | Nyctiphruretus |
|  |                |
|  | Procolophonia  |
|  |                |

|  | Bolosauridae                                                     |
|  |                                                                  |
|  | \| \| Nyctiphruretus \| \| \| \| \| \| Procolophonia \| \| \| \| |
|  |                                                                  |
|  | Nyctiphruretus                                                   |
|  |                                                                  |
|  | Procolophonia                                                    |
|  |                                                                  |

|  | Nyctiphruretus |
|  |                |
|  | Procolophonia  |
|  |                |

|  | Bolosauridae                                                     |
|  |                                                                  |
|  | \| \| Nyctiphruretus \| \| \| \| \| \| Procolophonia \| \| \| \| |
|  |                                                                  |
|  | Nyctiphruretus                                                   |
|  |                                                                  |
|  | Procolophonia                                                    |
|  |                                                                  |

|  | Nyctiphruretus |
|  |                |
|  | Procolophonia  |
|  |                |

|  | Bolosauridae                                                     |
|  |                                                                  |
|  | \| \| Nyctiphruretus \| \| \| \| \| \| Procolophonia \| \| \| \| |
|  |                                                                  |
|  | Nyctiphruretus                                                   |
|  |                                                                  |
|  | Procolophonia                                                    |
|  |                                                                  |

|  | Nyctiphruretus |
|  |                |
|  | Procolophonia  |
|  |                |

|  | Bolosauridae                                                     |
|  |                                                                  |
|  | \| \| Nyctiphruretus \| \| \| \| \| \| Procolophonia \| \| \| \| |
|  |                                                                  |
|  | Nyctiphruretus                                                   |
|  |                                                                  |
|  | Procolophonia                                                    |
|  |                                                                  |

|  | Nyctiphruretus |
|  |                |
|  | Procolophonia  |
|  |                |

|  | Bolosauridae                                                     |
|  |                                                                  |
|  | \| \| Nyctiphruretus \| \| \| \| \| \| Procolophonia \| \| \| \| |
|  |                                                                  |
|  | Nyctiphruretus                                                   |
|  |                                                                  |
|  | Procolophonia                                                    |
|  |                                                                  |

|  | Nyctiphruretus |
|  |                |
|  | Procolophonia  |
|  |                |

|  | Bolosauridae                                                     |
|  |                                                                  |
|  | \| \| Nyctiphruretus \| \| \| \| \| \| Procolophonia \| \| \| \| |
|  |                                                                  |
|  | Nyctiphruretus                                                   |
|  |                                                                  |
|  | Procolophonia                                                    |
|  |                                                                  |

|  | Nyctiphruretus |
|  |                |
|  | Procolophonia  |
|  |                |